# Добронравов Федір Вікторович
Фе́дір Ві́кторович Добронра́вов (рос. Фëдор Викторович Добронравов; нар. 11 вересня 1961, Таганрог, Ростовська область, РРФСР СРСР) — радянський і російський актор театру та кіно. Народний артист Росії (2011). Батько акторів Віктора та Івана Добронравових. Відомий головною роллю в телесеріалі «Свати». 
Путініст та українофоб. Підтримує путінський режим та війну Росії проти України.
У 2018—2019 роках був у Переліку осіб, що створюють загрозу національній безпеці України, у зв'язку з відвідуванням актором окупованого Криму та підтримку ним анексії півострова Росією. Фігурант бази центру «Миротворець».

## Життєпис
Народився 11 вересня 1961 року в Таганрозі, в родині будівельника та робітниці хлібозаводу. Мріяв бути клоуном і ходив до гуртка. 1988 року закінчив Воронезький державний інститут мистецтв, з однокурсниками був творцем воронезького театру «Рубль». Щоб прогодувати сім'ю, працював двірником у дитячому садку.
З 1990 року — актор театру «Сатирикон», з 2003 року — Московського академічного театру сатири. Постійний учасник шоу «6 кадрів», «Сам собі режисер» і «Слава богу, ти прийшов!».

## Скандали

### Побиття українців
У червні 2014 року в Таллінні під час знімань фільму «Кінець прекрасної епохи» актор Добронравов, перебуваючи у нетверезому стані, став ініціатором бійки. Він разом із членами знімальної групи Станіслава Говорухіна напав на двох громадян України, внаслідок чого потерпілі отримали травми. Валентині Бардаковій, українській активістці, яка захищала свого чоловіка, при цьому зламали палець. Сталося це після того, як українці підійшли до Говорухіна із запитанням про причини підписання ним листа на підтримку дій Путіна у Криму та в Україні.

### Незаконне відвідування окупованого Криму та підтримка анексії Криму Росією
У квітні 2014 року дав інтерв'ю, де схвально відгукнувся про анексію Криму Росією (2014). Тоді він назвав анексію півострова історично-справедливою та випраленням помилки Хрущова.
22 листопада 2017 року СБУ заборонила Федору в'їзд до України терміном на 3 роки у зв'язку з відвідуванням актором окупованого Криму та підтримку ним анексії півострова Росією. 28 листопада Міністерство культури України внесло актора до Переліку осіб, які створюють загрозу національній безпеці. Це рішення Добронравов назвав «дурною постановою».
У 2018 році актора було внесений до Переліку осіб, що створюють загрозу національній безпеці України у зв'язку з відвідуванням актором окупованого Криму та підтримку ним анексії півострова Росією.
У березні 2019 року Окружний адмінсуд Києва скасував постанову Мінкульту щодо внесення Добронравова до Переліку осіб, що створюють загрозу національній безпеці України. Сам актор відреагував на рішення суду заявою, що він «радий, що суд дозволив йому приїжджати в Україну».
Пізніше громадські активісти закликали СБУ подати апеляцію і добитися скасування рішення Київського окружного суду. Згодом, на початку квітня 2019 року, речниця СБУ Олена Гітлянська офіційно підтвердила, що СБУ оскаржить рішення суду про скасування заборони на в'їзд в Україну російському акторові зі «Сватів» Добронравову.
Згодом стало відомо, що Добронравов планує повторно незаконно відвідати Крим, а саме у Керчі 8 квітня 2019 року у складі театральної трупи він збирається зіграти у виставі «Пастка для чоловіка». У середині квітня 2019 року українські журналісти підтвердили що Добронравов таки це зробив і двічі порушив кордони України відвідавши Крим у квітні 2019 року.
12 квітня 2019 року стало відомо, що саме адвокат Сергій Кальченко, офіційний представник Володимира Зеленського на виборах Президента 2019 року, від імені ТОВ «Кіноквартал» допомагав скасувати заборону на в'їзд актору зі «Сватів» Добронравову під-час позову до Окружного адміністративного суду міста Києва проти Мінкульту, Держкіно та СБУ.
15 травня 2019 року Шостий апеляційний адміністративний суд Києва не задовольнив апеляційні скарги Служби безпеки України та Державного агентства з питань кіно на рішення суду про зняття заборони із серіалу «Свати» та скасування заборони на в'їзд в Україну російському актору Федору Добронравову.

### Вторгнення Росії в Україну
У 2022 році підтримав вторгнення Росії в Україну.

## Творчість

### Ролі в театрі

#### Московський академічний театр Сатири
- «Швейк, або гімн ідіотизму» — Кеті Вендлер, суддя пан Ванеш
- «Занадто одружений таксист» Рей Куні — Стенлі Поуні
- «Нам все ще смішно»
- «Як пришити стареньку» — Бред
- «Випадкова смерть анархіста» — божевільний
- «Хазяйка готелю» Карло Гольдоні — кавалер
- «Переполох в голубнику» — гол. роль
- «Кошмар на вулиці Лурсін»
- «Вечірній виїзд товариства сліпих»

#### Театр«Квартет І»
- «День радіо» — «Капітан»
- «День виборів» — «Федір, бандит»

#### Театр Сатирикон
- Багдадський злодій — Чорний маг
- Чудовий рогоносець
- Гамлет — Гораціо
- Голий король
- Жак і його Пан
- Макбетт — Другий блазень, Кандор, поранений солдат
- Мауглі
- Уявний хворий — Арган
- Перетворення
- Ромео і Джульєтта — брат Лоренцо
- Сірано де Бержерак — спільна постановка театру Сатирикон і театру Антона Чехова — Карбон де Катель скаржачись, капітан
- Слуги і сніг — Пітер Джексон
- Тригрошова опера — Пантера Браун
- Господиня готелю — Маркіз Форліпополі
- Шантеклер — пес Пату
- Шоу Сатирикон

#### Інше
- Шість кадрів шоу (телетеатру)

### Фільмографія
- 1.  1993 — Російський регтайм — лейтенант міліції
- 1994 — Стріляючі ангели — Високий
- 1994 — Поетична драма в міському саду — Іван Бездонний, поет
- 1995 — Літні люди — Дудаков
- 1997 — Дружок
- 1998 — Параноя
- 1998 — Твір до Дня Перемоги— Слава, коханець Соні
- 1999 — Жартувати изволите? — асистент
- 1999 — Д.Д.Д. Досье детектива Дубровского — Гоготун
- 2000 — Таємниці палацових переворотів. Фільм 1. Заповіт імператора — Федір Суров
- 2000 — Таємниці палацових переворотів. Фільм 2. Заповіт імператриці — Федір Суров
- 2001 — Таємниці палацових переворотів. Фільм 3. Я імператор — Федір Суров
- 2001 — Таємниці палацових переворотів. Фільм 4. Падіння Голіафа — Федір Суров
- 2001 — Займемося любов'ю — таксист
- 2001 — Шукачі — батько Дмитро
- 2001 — Підозра — епізод
- 2002 — Марш Турецкого 3 — Вєтров, заарештований
- 2002 — Самозванці провідник поїзду, фізик, кандидат наук
- 2002 — Копійка— водитель
- 2002 — Кодекс честі — резидент Бауер
- 2002 — Шукшинські оповідання (новела «Інше життя») — маляр в їдальні
- 2003 — Таємниці палацових переворотів. Фільм 5. Друга наречена імператора — юродивий
- 2003 — Таємниці палацових переворотів. Фільм 6. Смерть юного імператора — юродивий
- 2003 — Найкраще місто Землі — головний редактор
- 2003 — Життя одне — бармен
- 2003 — Бульварний палітурка —  сержант
- 2003 — Сибирочка (фільм) — містер Браун
- 2004 — Посилка з Марса — водій Володя
- 2004 — На Верхній Масловці
- 2004 — Зимовий роман
- 2004 — Проти течії
- 2004 — 32 грудня
- 2005 — Адам і перетворення Єви
- 2005 — Час збирати каміння — Дівінж
- 2005 — Дев'ять невідомих — слідчий
- 2006 — Золоте теля — інженер Птибурдуков
- 2006 — Зображаючи жертву — вітчим Валі
- 2006 — Під великою ведмедицею — Макс
- 2006 — 2012 — Щасливі разом — дядько Єрмак
- 2006 — 2007 — Кадетство — батько Перепечко
- 2007 — Ліквідація — Олексій Якименко
- 2007 — Рідні і близькі — Віталій Сергійович
- 2007 — 2010 — Татусеві дочки — Анатолій Тютчев
- 2008 — 2021 — Свати — Іван Будько
- 2008 — Повернення мушкетерів, або Скарби кардинала Мазаріні — абат д'Оліва
- 2008 — Брати Карамазови
- 2008 — День радіо — капітан буксира
- 2008 — 2010 — Кремлівські курсанти — батько Перепечко
- 2008 — Таємниці палацових переворотів. Фільм 7-й: Віват, Ганна Іоанівна! — Розбійник
- 2008 — Пасажирка
- 2008 — Гуманоїди в Королеві — віроломний наречений господині квартири
- 2009 — Наказано знищити! Операція: «Китайська шкатулка» — Густав Моль
- 2009 — Ісаєв — слідчий можайського УГРО
- 2009 — Не треба засмучуватися — Савелій
- 2010 — Соло на мінному полі (у виробництві)
- 2010 — У стилі Jazz — підполковник міліції
- 2010 — Шляховики-2 — Павло Андрійович Калядін
- 2010 — Останній секрет Майстра — Іван, один Федора
- 2010 — Ноу-хау (у виробництві) — Савелій
- 2010 — Москва.Ру — водій маршрутки
- 2010 — Марево — Іван Іванович
- 2010 — Про що говорять чоловіки — людина, закохана в ковбасу
- 2010 — Новорічні свати — Іван Будько
- 2010 — Чоловік у будинку — Палич
- 2011 — Свати 5 — Іван Будько
- 2011 — All inclusive або Все включено — Петро, чоловік Галини, батько Віталіка
- 2011 — Калачі — Лукич Чеботар
- 2012 — Мами
- 2012 — Тед Джонс і загублене місто — професор Лавров (озвучення)
- 2013 — Свати 6 — Іван Будько
- 2013 — Брати за обміном — Валерій Гнатович Перечіхін,Федір Гнатович Перечіхін
- 2013 — All inclusive, або Все включено 2 — Петро, чоловік Галини, батько Віталіка
- 2014 — Брати за обміном 2 — Валерій Гнатович Перечіхін,Федір Гнатович Перечіхін
- 2015 — Кінець прекрасної епохи—  фотокор Михайло Жбанков

## Участь у телешоу
Федір Вікторович Добронравов переміг у проекті «Дві зірки» на Першому каналі в IV сезоні (2012 рік), в дуеті з Леонідом Агутіним, набравши 436 балів і 28 % в голосуванні телеглядачів.
1. «Вечір на рейді» — 40 балів.
2. «Іноді» (створивши дует «Співаючі погони») — 40 балів.
3. «Таємниця склеєних сторінок» — 40 балів (оплески стоячи).
4. «Жінці, яку люблю» — 39 балів.
5. «Прощальна» — 40 балів.
6. «Нічна розмова» — 40 балів.
7. «Ля-ля-фа» — 40 балів.
8. «Oops!» («Співаючі погони») — 40 балів.
9. «Antonio sOng» — 40 балів.
10. «Чудо-острів» разом з ансамблем «Суліко» — 37 балів (оплески стоячи).
11. «Поворот» — 40 балів і перемога.

У прощальному гала-концерті «Постскриптум» Федір заспівав з Оленою Василівною Образцовою пісню «Самотня гармонь».

## Нагороди
- 2010 — премія Телетріумф у номінації «Актор телевізійного фільму/серіалу (виконавець чоловічої ролі)»

## Родина
- дружина: Ірина Добронравова, вихователь;
- сини — актори:
  - Віктор Добронравов (нар. 1983);
    - Онуки: Варвара Добронравова (нар. 17 грудня 2010), Василиса (нар. 2016), доньки старшого сина Віктора;

  - Іван Добронравов (нар. 1989).